# Повстання трьох уділів
Повста́ння трьо́х уді́лів (кит.: 三藩之乱) — збройне повстання у 1673–1681 роках в південному Китаї, що перебував під владою династії Цін. Організоване етнічними китайцями — полководцями У Саньґуєм 呉三桂, Шаном Чжисінєм 尚之信 і Ґен Цзінчжуном 耿精忠. Проходило на території уділів Юньнань, Ґуандун і Фуцзянь. Закінчилося розгромом китайських повстанців.